# Barcelona SC
Barcelona SC, egentligen Barcelona Sporting Club är en fotbollsklubb från Guayaquil i Ecuador som grundades den 1 maj 1925 och är en av de framgångsrikaste klubbarna i landet, med 13 titlar (per 2011), och är det enda laget i ecuadoriansk fotboll som aldrig har flyttats ner från den högsta divisionen. Klubben har kommit tvåa i Copa Libertadores vid två tillfällen vilket är de största bedrifterna internationellt. Barcelona spelar på Estadio Monumental Isidro Romero Carbo som tar 59 624 personer vid fullsatt. Namnet på klubben kommer sig av att grundaren var en spansk immigrant från just Barcelona i Spanien och klubbmärket, som tillkom senare, har tagit inspiration av FC Barcelonas klubbmärke. Vid klubbens grundande användes stadens (Barcelonas) vapen som klubbmärke. Barcelona spelar i svart och gult hemma och svart och vitt borta.